# Lerchea
Lerchea là một chi thực vật có hoa trong họ Thiến thảo (Rubiaceae).

## Loài
Chi Lerchea gồm các loài: